# Беренштейн, Леонид Ефимович
Леони́д Ефи́мович Беренштейн (15 июля 1921, м. Шпиков, УССР, СССР — 31 марта 2019, Кирьят-Ата, Израиль) — лейтенант РККА, партизанский командир времён Великой Отечественной войны, который пустил под откос 42-50 гитлеровских поезда (из них 8 лично, а остальные в группе партизан) и уничтожил сотни гитлеровцев, публицист.
Чемпион УССР по боксу в лёгком весе. Один из руководителей ассоциации «Израиль — Украина». Почётный гражданин города Смела, Украина, а также трёх городов Польши и двух Чехословакии. Дважды был представлен к званию Героя Советского Союза, многократно поднимался вопрос о присвоении звания Героя Украины, но этих наград не получил. Из рук Президента ЧССР Людвика Свободы получил «Дукельскую памятную медаль». Член правления Всеизраильского Объединения выходцев из Украины.

## Жизнь и деятельность
Леонид Ефимович Беренштейн родился 15 июля 1921 года в семье часового мастера Хаима Беренштейна в местечке Шпиков Подольской губернии.
В пять лет потерял отца, а мать пошла работать на табачную фабрику. Впоследствии с мамой переехал в Погребище, а в 1932 году в Киев. Мать вышла замуж во второй раз за Менделя Ягнетинского, который впоследствии погиб в 1941 году в киевском ополчении. Леонид с матерью жили очень бедно. Окончил семь классов киевской школы № 58 и одновременно курсы телеграфистов. Леонид Ефимович занимался боксом и гимнастикой на стадионе возле дома и, по некоторым источникам, стал чемпионом Украины по боксу в легком весе.
Вторую мировую войну начал лейтенантом в 1941 году в Перемышльском укрепрайоне в должности помощника начальника батальона разведки. В сентябре 1941 года под Оржицей был ранен и попал в плен, но смог бежать из лагеря военнопленных в Черкассах. Однако его выдали местные жители, и он вновь был схвачен в плен, но ему опять удалось бежать. Получил поддельные документы на имя Владимира Васильева и устроившись в немецкую фирму на железной дороге организовал там подполье, которое совершало саботаж, а впоследствии и диверсии по уничтожению немецких эшелонов.
Летом 1943 года Леониду Беренштейну вместе с его товарищами удалось попасть к партизанам в отряд Петра Дубового. Здесь с июня 1943 года его назначили командиром разведки отряда, а впоследствии он стал начальником штаба партизанского соединения им. Пожарского численностью примерно 1500 человек. Партизанский отряд им. Пожарского был создал в Мелитополе в январе 1944 года партизанским движением при Военном совете 4-го Украинского фронта. 10 мая 1944 года отряд забросили в тыл оккупантов в районе северо-западнее населенного пункта Санок (Польша). В отряде Пожарского ликвидировал много сотен нацистов, взорвал три моста, пустил под откос 50 поездов (из них 8 самолично и 42 в группе партизан). Весной 1944 года Л. Беренштейн, после того как был заброшен в Польшу, сформировал и возглавил отряд партизан, выявивший полигон с испытаниями ракет Фау-1 и Фау-2. По некоторым данным операцию Л. Беренштейна в своей переписке отметили Черчиль и Сталин. Уничтожить полигон своими силами отряд не смог и тогда он передал информацию советским войскам, после чего полигон был уничтожен. По словам Героя Советского Союза генерал-майора Петра Вершигоры: 

Отряд Беренштейна — одно из лучших рейдовых соединений
После войны окончил институт лёгкой промышленности, а затем и юридический факультет Киевского университета. Почетный гражданин городов Смелы (Украина) , Санок, Кросно, Бещад и Пшемысля (Польша), Гуменне и Кошаровце (Словакия).
В советский период работал директором фабрики одежды.
В 1993 году переехал в Израиль. Проживал в городе Кирьят-Ата по адресу ул. Бен-Ами, 21, кв. 42. Летом 2001 года на его 80-летие Всеизраильское Объединение выходцев из Украины провело Первую научную конференцию. Она была посвящена евреям, которые участвовали в партизанском движении на Украине.
Награждён орденом Трудового Красного Знамени и орденом Красного Знамени, тремя орденами Отечественной войны I степени, орденом Отечественной войны II степени, украинскими орденами Богдана Хмельницкого III степени и «За мужество» I степени, рядом наград Польши, Чехословакии (в том числе «Дукельской памятной медалью») и Израиля.
Умер 31 марта 2019 года. Похороны прошли 1 апреля, в 13:00, на кладбище Кирьят-Аты.
Большая часть личного архива хранится в музее Бойцов гетто (Лохамей-ха-Гетаот) около Нагарии.
7 апреля 2021 года в Израиле прошла премьера русскоязычного документально-художественного фильма «Бернштейн — последний партизан», который был показан Израильской радиовещательной корпорацией.

## Награды
- Орден Красного Знамени[9][13]
- Орден Отечественной войны[9][13] 1-й степени[8] (6 апреля 1985 года)[22]
- Орден Отечественной войны[9][13] 1-й степени[8] (6 ноября 1985 года)[23][24]
- Орден Отечественной войны[9][13] 1-й степени[8]
- Орден Отечественной войны[9][13] 2-й степени[8] (15 декабря 1944 года)[23][25]
- Орден Красной Звезды (24 сентября 1966 года)[26]
- Орден Трудового Красного Знамени[8]
- Орден Дружбы народов (7 июля 1986 года)
- Медаль «За боевые заслуги»[8]
- Медаль «За отвагу» (СССР)[27]
- Медаль «Партизану Отечественной войны»[28]
- Медаль «За победу над Германией в Великой Отечественной войне 1941—1945 гг.» (9 мая 1945 года)[26]
- Орден «За заслуги» ІІI степени (5 мая 2010 года, Украина) — по случаю 65-й годовщины Победы в Великой Отечественной войне 1941-1945 годов, за проявленное личное мужество и героизм в освобождении Украины от фашистских захватчиков[29]
- Орден «За мужество» I степени (12 ноября 2007 года, Украина) — за весомый личный вклад в развитие украинско-израильских связей, многолетнюю плодотворную общественную деятельность[30].
- Дукельская памятная медаль (Чехословакия)[8]
- Нагрудный знак Партизана (Чехословакия) - дважды[31]
- Медаль «За освобождение Праги»[31]
- Крест Храбрых[31]
- Медаль «Братство по оружию»[27][32]
- Медаль «20 лет словацкого национального восстания»[31]
- Медаль к 40-летию освобождения Чехословакии[31][33]

## Труды
Автор многочисленных статей, выпустил книги:
- Беренштейн Л. Е. Без виз и паспортов. — К. : Политиздат Украины, 1973. — 207 с.
- Беренштейн Л. Е. Через чёрную топь. — М., 1983.
- Беренштейн Л. Е. Друзья и недруги. — Киев : Политиздат Украины, 1984. — 381 с.
- Беренштейн Л. Е. Евреи-герои сопротивления в подпольной и партизанской борьбе против нацистских оккупантов на Украине (1941—1945). — Кругозор., 1998. — 333 с. (Рецензия: «ЕВРЕИ — ГЕРОИ СОПРОТИВЛЕНИЯ» // Еврейский мир. — 03.30.2005)
- Беренштейн Л. Е. Люди из легенды. — Kiryat-Ata : Gutenberg, 2002. — 195 с.

## Семья
- Жена — Шура Лунева[13],
  - Сын — Анатолий, учёный-философ,
  - Дочь — Татьяна, филолог[13].